# Zumentu
Zumentu en basque ou Zumento en espagnol est un hameau ou lieu-dit appartenant à la municipalité de Peñacerrada dans la province d'Alava, situé dans la Communauté autonome basque en Espagne.